# Station Tongeren
Station Tongeren is een spoorwegstation langs spoorlijn 34 (Luik - Hasselt) in de stad Tongeren. Het station is ook het begin van spoorlijn 24 via Wezet naar Duitsland. Het station was tevens de eindhalte van de inmiddels opgebroken spoorlijn 23 uit Drieslinter. De Belgische belangenvereniging van gebruikers van het openbaar vervoer (TreinTramBus) heeft het station uitgeroepen tot het slechtste station van Limburg.
Sinds 1 maart 2024 zijn de loketten van dit station enkel in de week geopend tussen 7.15 en 10.30 uur.

## Seinhuis
In het stationsgebouw was vroeger het seinhuis van Tongeren gevestigd. Tot in de loop van de jaren '90 was dit permanent bemand. Sindsdien werd het treinverkeer in en rond Tongeren geregeld vanuit Bilzen. Het seinhuis van Tongeren bleef aanwezig, maar was alleen nog in gebruik bij storingen of werkzaamheden. Op 24 juni 2016 werd het, tegelijk met het seinhuis van Bilzen, definitief gesloten. Sinds die dag wordt het treinverkeer geregeld vanuit de moderne, centrale verkeersleidingspost van Hasselt.

## Treindienst
| Serie       | Treinsoort            | Route                                                                                         | Bijzonderheden                                               |
| ----------- | --------------------- | --------------------------------------------------------------------------------------------- | ------------------------------------------------------------ |
| IC 09       | Intercity (NMBS)      | Antwerpen-Centraal – Aarschot – [ Leuven – ] Hasselt – Tongeren – Luik-Guillemins             | Rijdt in het weekend Antwerpen-Centraal - Luik-Guillemins.   |
| IC 20       | Intercity (NMBS)      | Gent-Sint-Pieters – Aalst – Brussel-Zuid – [ Hasselt – Tongeren ] / [ Dendermonde – Lokeren ] | Rijdt in het weekend Gent-Sint-Pieters - Lokeren.            |
| S 43 5300   | S-trein Luik (NMBS)   | Maastricht – Wezet – Luik-Guillemins – Tongeren – Diepenbeek – Hasselt                        | Rijdt in het weekend niet tussen Luik-Guillemins en Hasselt. |
| P 7305/8305 | Piekuurtrein (NMBS)   | Tongeren – Hasselt – Brussel-Zuid                                                             | Rijdt alleen op werkdagen.                                   |
| P 8225      | Piekuurtrein (NMBS)   | Tongeren – Hasselt – Leuven                                                                   | In het weekend in december en mei.                           |
| ICT 6800    | Toeristentrein (NMBS) | Tongeren – Hasselt – Brussel-Zuid – Gent-Sint-Pieters – Brugge – Oostende                     | Rijdt in juli en augustus.                                   |

## Galerij

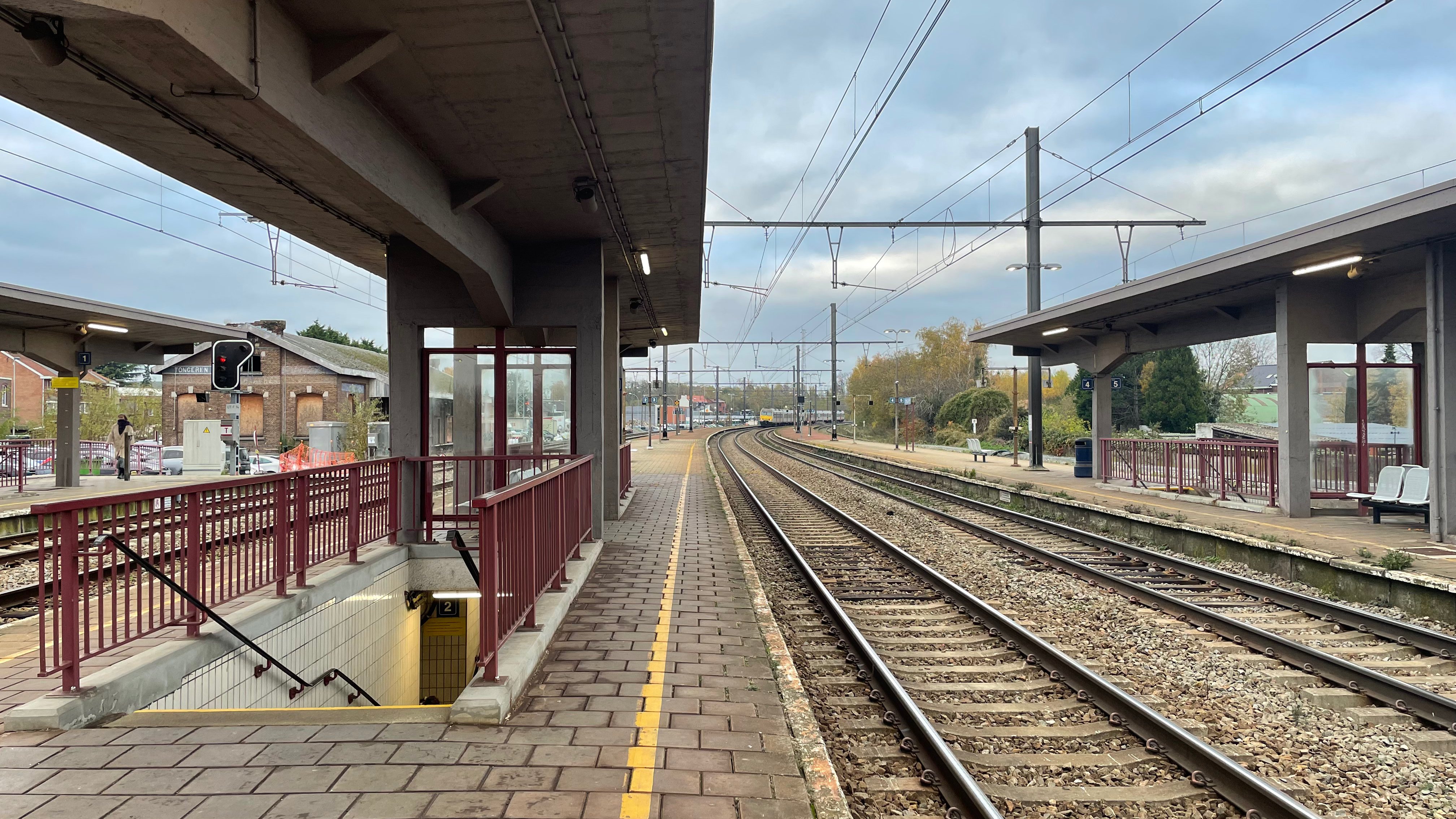
Zicht op het perron
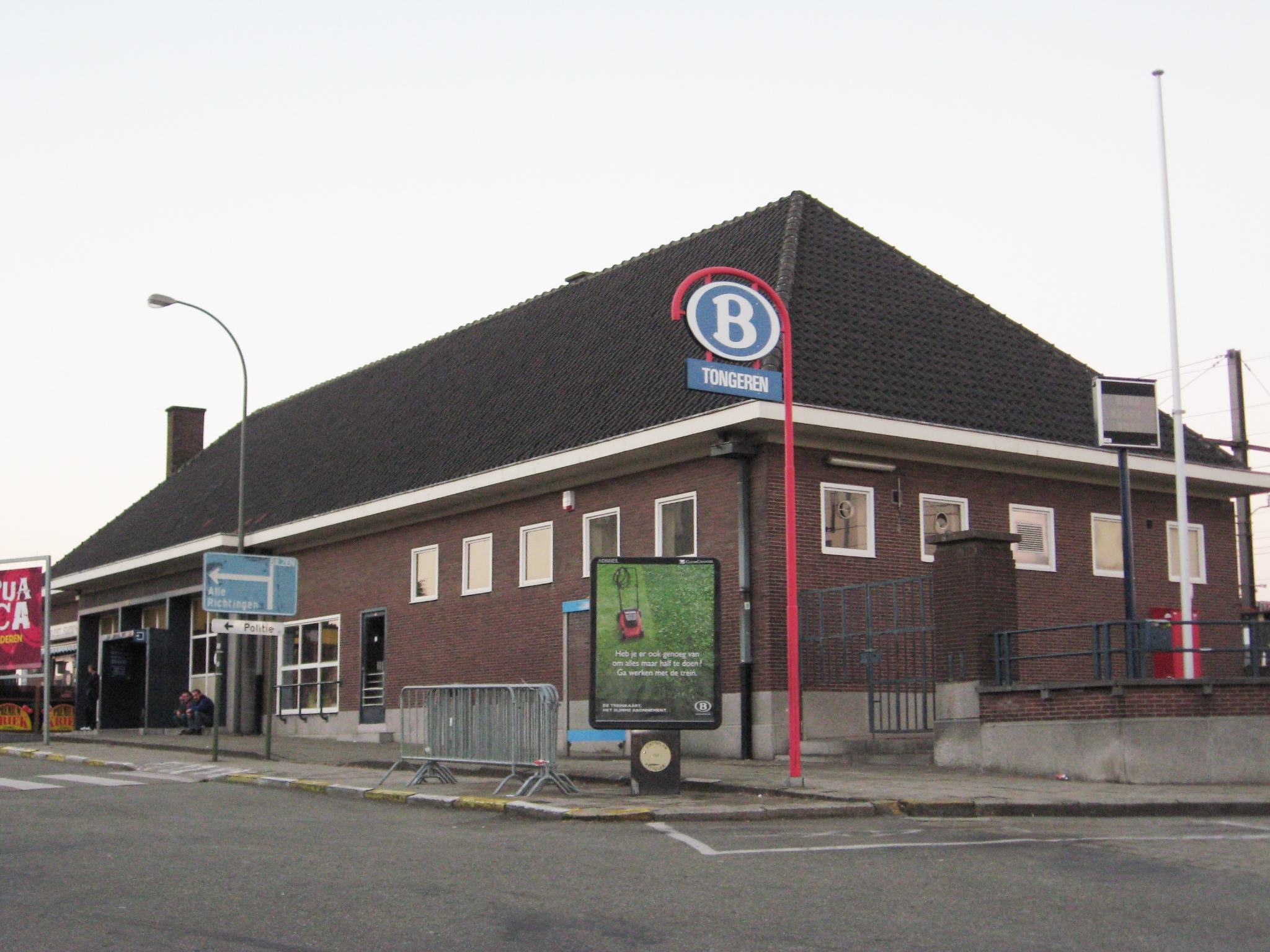
Het stationsgebouw (2007)
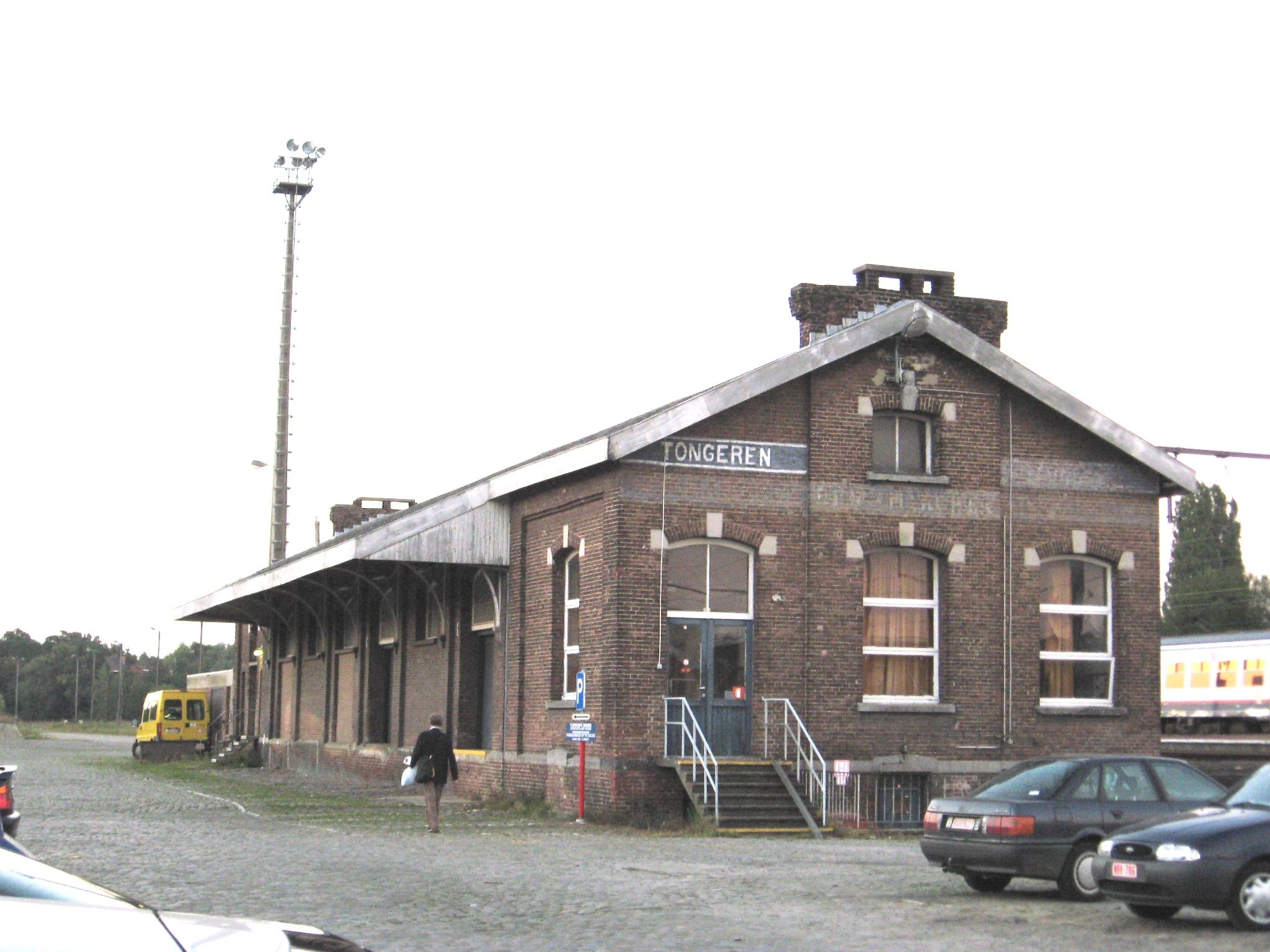
Het goederenstation
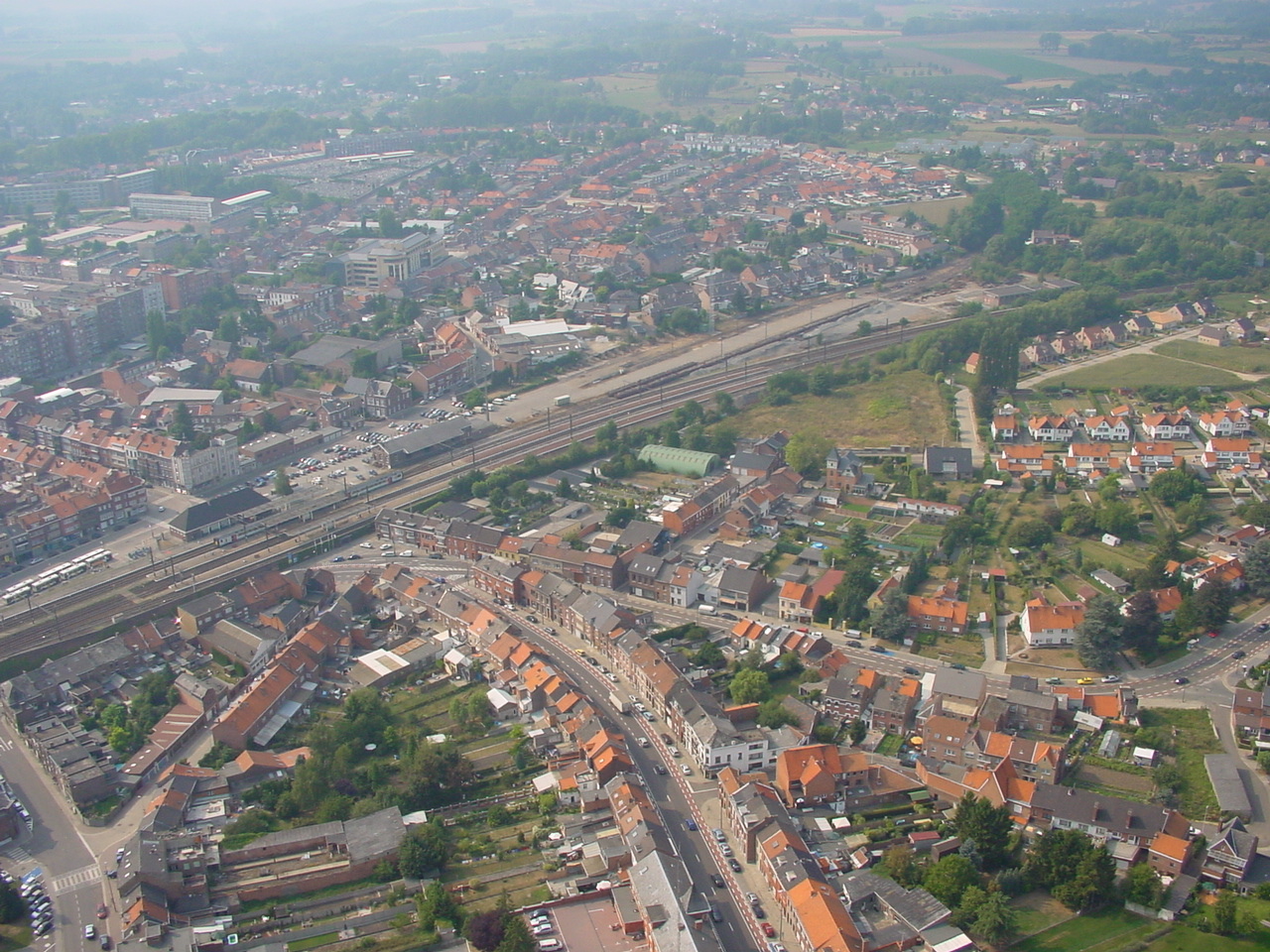
Station Tongeren vanuit de lucht

## Reizigerstellingen
De grafiek en tabel geven het gemiddeld aantal instappende reizigers weer op een week-, zater- en zondag.
| Tabel: aantal instappende reizigers station Tongeren | Tabel: aantal instappende reizigers station Tongeren | Tabel: aantal instappende reizigers station Tongeren | Tabel: aantal instappende reizigers station Tongeren |
|                                                      | Weekdag                                              | Zaterdag                                             | Zondag                                               |
| ---------------------------------------------------- | ---------------------------------------------------- | ---------------------------------------------------- | ---------------------------------------------------- |
| 1977                                                 | 726                                                  | 132                                                  | 107                                                  |
| 1978                                                 | 550                                                  | 112                                                  | 139                                                  |
| 1979                                                 | 551                                                  | 136                                                  | 128                                                  |
| 1980                                                 | 479                                                  | 85                                                   | 83                                                   |
| 1981                                                 | 450                                                  | 99                                                   | 105                                                  |
| 1982                                                 | 492                                                  | 102                                                  | 116                                                  |
| 1983                                                 | 430                                                  | 104                                                  | 80                                                   |
| 1984                                                 | 445                                                  | 142                                                  | 151                                                  |
| 1985                                                 | 487                                                  | 163                                                  | 227                                                  |
| 1986                                                 | 440                                                  | 155                                                  | 185                                                  |
| 1987                                                 | 384                                                  | 155                                                  | 191                                                  |
| 1988                                                 | 474                                                  | 171                                                  | 305                                                  |
| 1989                                                 | 437                                                  | 166                                                  | 249                                                  |
| 1990                                                 | 457                                                  | 211                                                  | 278                                                  |
| 1991                                                 | 446                                                  | 216                                                  | 266                                                  |
| 1992                                                 | 584                                                  | 222                                                  | 300                                                  |
| 1993                                                 | 465                                                  | 265                                                  | 313                                                  |
| 1994                                                 | 596                                                  | 232                                                  | 348                                                  |
| 1995                                                 | 512                                                  | 268                                                  | 380                                                  |
| 1996                                                 | 562                                                  | 329                                                  | -                                                    |
| 1997                                                 | 640                                                  | 280                                                  | -                                                    |
| 1998                                                 | 619                                                  | 244                                                  | 412                                                  |
| 1999                                                 | 493                                                  | 215                                                  | 300                                                  |
| 2000                                                 | 691                                                  | 268                                                  | 326                                                  |
| 2001                                                 | 587                                                  | 258                                                  | 298                                                  |
| 2002                                                 | 541                                                  | 237                                                  | 312                                                  |
| 2003                                                 | 544                                                  | 220                                                  | 324                                                  |
| 2004                                                 | 515                                                  | 220                                                  | 280                                                  |
| 2005                                                 | 558                                                  | 235                                                  | 346                                                  |
| 2006                                                 | 605                                                  | 248                                                  | 356                                                  |
| 2007                                                 | 691                                                  | 268                                                  | 342                                                  |
| 2008                                                 | -                                                    | -                                                    | -                                                    |
| 2009                                                 | 784                                                  | 278                                                  | 311                                                  |
| 2010                                                 | -                                                    | -                                                    | -                                                    |
| 2011                                                 | -                                                    | -                                                    | -                                                    |
| 2012                                                 | 698                                                  | 294                                                  | 391                                                  |
| 2013                                                 | 942                                                  | 377                                                  | 386                                                  |
| 2014                                                 | 812                                                  | 328                                                  | 404                                                  |
| 2015                                                 | 1 032                                                | 358                                                  | 434                                                  |
| 2016                                                 | 688                                                  | 193                                                  | 275                                                  |
| 2017                                                 | 620                                                  | 225                                                  | 314                                                  |
| 2018                                                 | 679                                                  | 240                                                  | 242                                                  |
| 2019                                                 | 680                                                  | 175                                                  | 191                                                  |
| 2020                                                 | 526                                                  | 214                                                  | 278                                                  |
| 2021                                                 | -                                                    | -                                                    | -                                                    |
| 2022                                                 | 693                                                  | 265                                                  | 330                                                  |
| 2023                                                 | 833                                                  | 362                                                  | 315                                                  |
| 2024                                                 | 718                                                  | 351                                                  | 340                                                  |

0,0: Drieslinter ·
4,1: Zoutleeuw ·
7,0: Wilderen ·
9,9: Sint-Truiden ·
12,2: Melveren ·
13,1: Bernissem ·
15,4: Ordingen ·
18,7: Hoepertingen ·
22,0: Rullingen ·
22,6: Borgloon ·
24,3: Kerniel ·
27,3: Jesseren ·
28,9: Piringen ·
33,4: Tongeren
0,0: Tongeren ·
3,6: Vreren-Nerem ·
5,2: Glons-Haut ·
7,1: Boirs ·
9,3: Rukkelingen ·
11,3: Bitsingen ·
12,9: Wonck ·
18,2: Visé-Haut ·
21,0: Berneau ·
22,4: Weerst ·
26,6: Sint-Martens-Voeren ·
31,4: Remersdaal ·
Hindel-Bas ·
37,0: Montzen ·
Botzelaer ·
Aachen West (Templerbend)
0,0: Hasselt ·
3,7: Godsheide ·
7,2: Diepenbeek ·
15,0: Beverst ·
17,2: Bilzen ·
19,3: Hoeselt ·
22,1: Alt-Hoeselt ·
24,4: 's Herenelderen ·
27,7: Tongeren ·
31,5: Nerem ·
32,0: Vreren-Nerem ·
33,1: Glaaien ·
37,7: Villers-Juprelle ·
40,3: Liers ·
42,9: Milmort ·
43,9: Milmort-Charbonnage ·
45,4: La Préalle ·
46,2: Rue Charlemagne ·
48,0: Herstal ·
49,4: Jolivet ·
50,6: Luik-Vivegnis ·
51,6: Luik-Sint-Lambertus ·
53,0: Luik-Carré ·
54,8: Luik-Guillemins